# Bogusław Butrymowicz
Bogusław Butrymowicz (ur. 17 marca 1872 w Kolbuszowej Dolnej, zm. 26 lutego 1965 w Rzeszowie) – polski poeta okresu Młodej Polski, tłumacz i historyk literatury.
Absolwent Gimnazjum im. Stanisława Konarskiego w Rzeszowie, studiował następnie w Wiedniu i na Uniwersytecie Jagiellońskim. Po złożeniu wymaganych egzaminów jako profesor gimnazjalny uczył w Bochni i w Tarnowie, a następnie (od 1909 do 1934) w V Cesarsko-Królewskim Gimnazjum w Krakowie. Równocześnie, w latach 1916–1939, był kierownikiem kursów  maturalnych „Wiedza”, na użytek których przygotował i wydał w dwu zeszytach Historię literatury polskiej w zarysie (1929).
Twórca liryki nastrojowej w konwencji symbolizmu (m.in. opublikowany w 1898 r. w redagowanym przez Stanisława Przybyszewskiego „Życiu”, modernistyczny w nastroju wiersz Białe łabędzie, który przyniósł mu krótkotrwałą sławę). Wydał dwa zbiory poezji: w 1897 r. Poezje T. 1, a w roku następnym – Za słońcem. Poezje. Był tłumaczem literatury antycznej; przekładał komedie Arystofanesa – Żaby (Βάτραχοι), Chmury (Νεφέλαι) i in., Eurypidesa Medeę i Hekabe oraz Schillera Pieśń o dzwonie (Das Lied von der Glocke).
W 1913 r. za zasługi translatorskie otrzymał tytuł współpracownika Komisji Filologicznej Akademii Umiejętności w Krakowie.
Został pochowany na cmentarzu Rakowickim w Krakowie (kwatera RB, rząd zach.). 

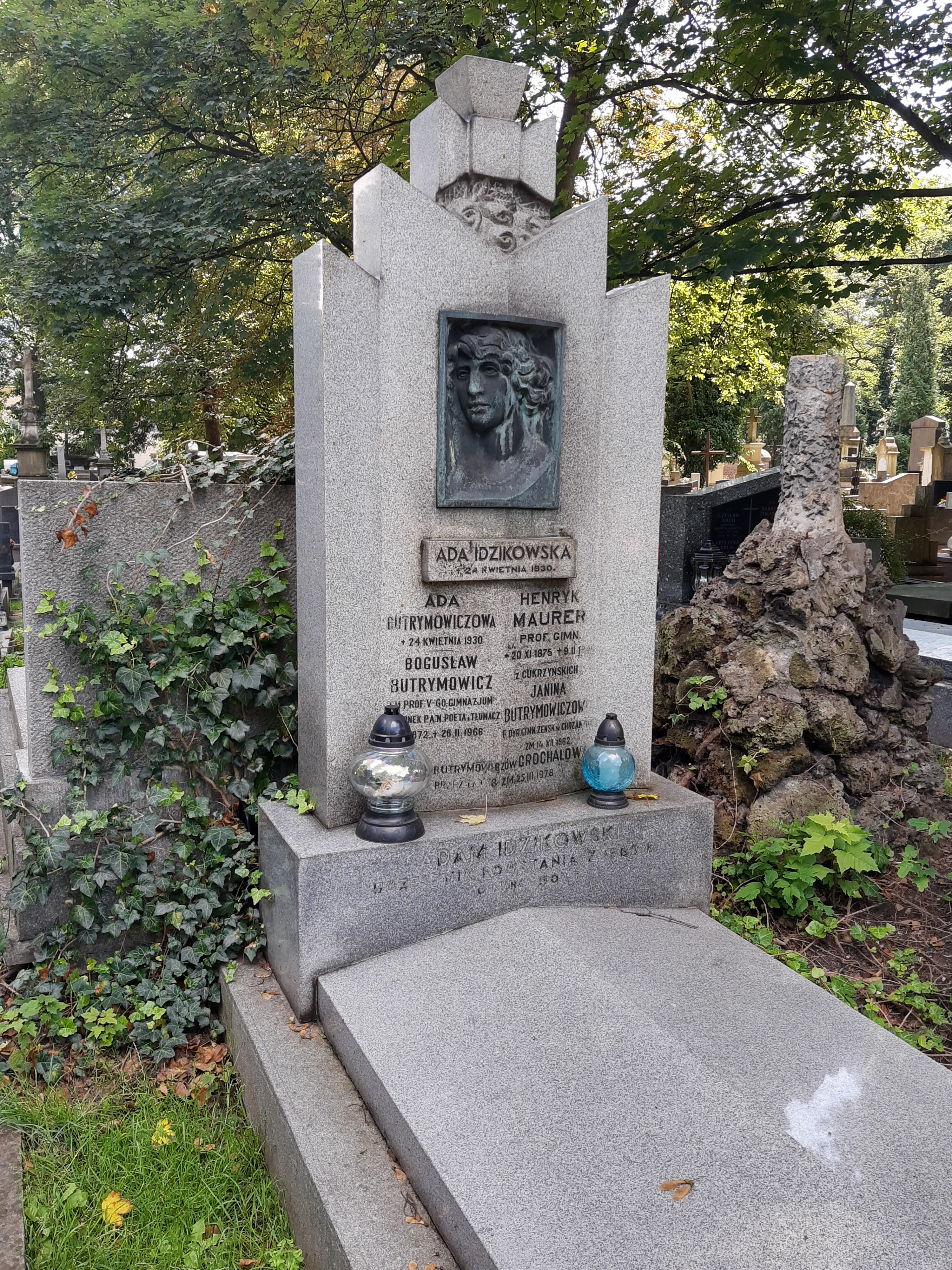
Grób Bogusława Butrymowicza na cmentarzu Rakowickim